# 리주 고
리주 고(일본어: 利重剛, 1962년 7월 31일 ~ )는 일본의 배우이자 영화 감독으로, 쿼터 톤 소속이다. 본명은 사사히라 고(笹平剛)이다.